# 新陂镇
新陂镇是中华人民共和国广东省梅州市兴宁市下辖的一个乡镇级行政单位。，位於興寧西部，西部與五華縣交界，镇府设在新陂圩。距離市区2.5公里。全鎮總面積43.5平方公里，人口近4萬。新圩镇辖19个行政村和1个居民社区，镇政府驻新圩镇社区。

## 行政区划
新陂镇下辖以下地区：
| 民新村 | 双头村 | 新北村 | 莲塘村 |
| 大村村 | 官峰村 | 新里村 | 蓝布村 |
| 茶星村 | 寨塘村 | 鲤湖村 | 蓝二村 |
| 步东村 | 船添村 | 崇上村 | 虎洞村 |
| 曹田村 | 新丰村 | 石崖村 |        |

现辖：
新陂社区、乐仙村、三新村、新元村、家庄村、华新村、新金村、上长岭村、先声村、福民村、福庆村、福丰村、茶塘村和茅塘村。

## 中国传统村落
2013年8月，上长岭村被评为第二批中国传统村落。